# Kleinwelsbach

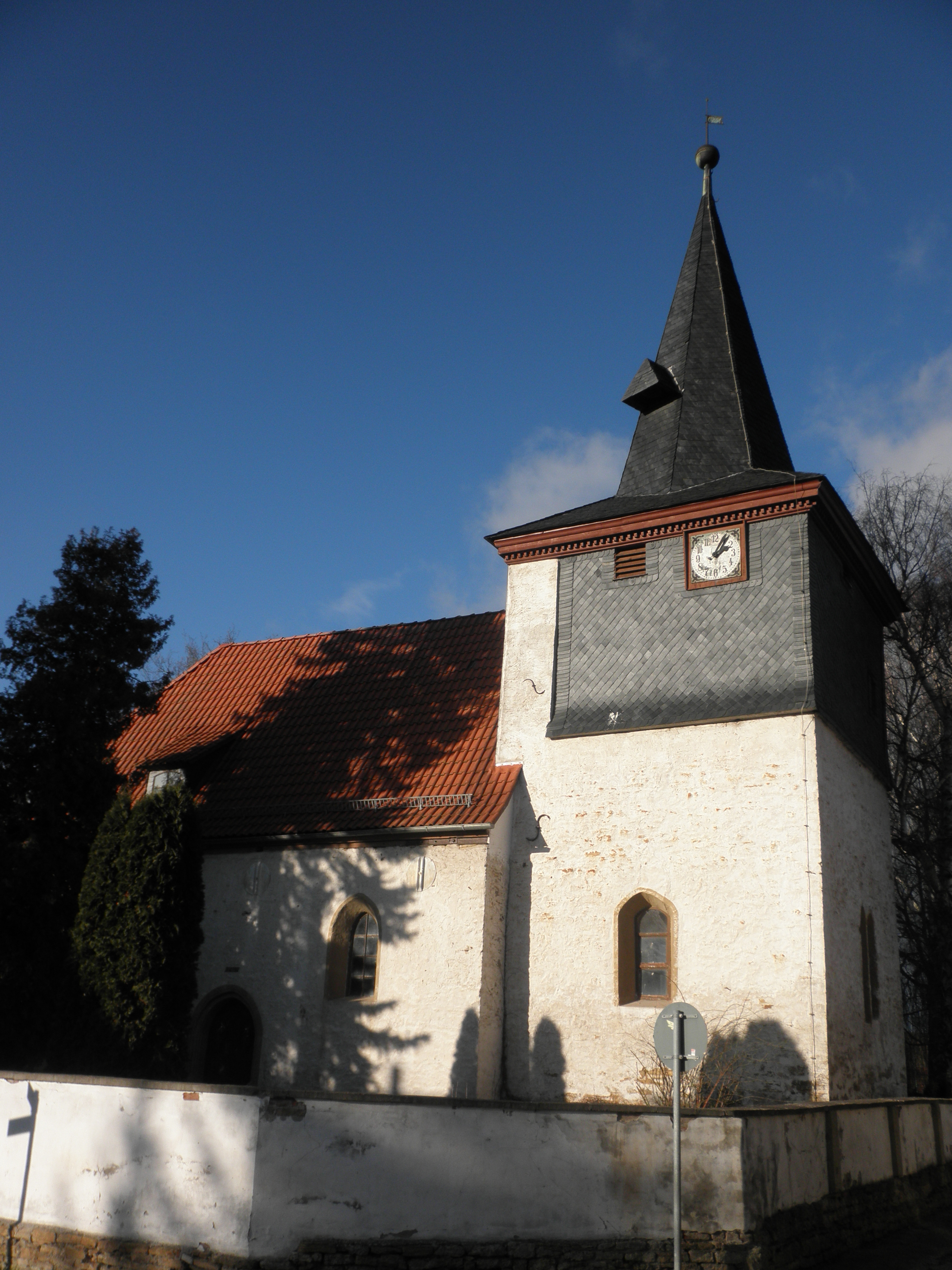
Kirche St. Mauritii in Kleinwelsbach

Kleinwelsbach ist ein Ortsteil der Stadt und Landgemeinde Nottertal-Heilinger Höhen im Unstrut-Hainich-Kreis in Thüringen.

## Geografie
Kleinwelsbach liegt im nordwestlichen Thüringer Becken südlich der Heilinger Höhen am dort entspringenden Welsbach, der bei Thamsbrück in die Unstrut mündet.

## Geschichte
Im Jahr 1195 wurde der Ort erstmals urkundlich erwähnt. Frühere Namen waren Urbirwelsbach, Welspech, Oberwelsbach und ab 1816 Klein Welsbach. Kleinwelsbach ist ein Haufendorf in Talmuldenlage des Welsbachs. Die Kirche St. Mauritii stammt aus dem späten Mittelalter. Das Patronat hatten ab 1555 die Herren von Heilingen, ab 1714 die Grafen von Werthern und ab 1846 der Rittergutsbesitzer Limpert. Einen Schulbau gab es bereits seit Ende des 16. Jahrhunderts. Kleinwelsbach war ein Handwerkerdorf, in dem die Landwirtschaft im Nebenerwerb betrieben wurde. Das Dorf verfügte über vier Wassermühlen. 1811 wurden die Frondienste für das Rittergut beendet. 1817 hatte der Ort 190 Einwohner.
Der Ort gehörte bis 1815 zum kursächsischen Amt Langensalza und nach seiner Abtretung im Wiener Kongress an Preußen von 1816 bis 1944 zum Landkreis Langensalza in der Provinz Sachsen. 1894 wurde der jetzige Kirchturm erbaut. 1913 erhielt der Ort Anschluss an die Langensalzaer Kleinbahn. Im Ersten Weltkrieg hatte Kleinwelsbach mit damals 190 Einwohnern 13 Gefallene und Vermisste zu beklagen. 1921 wurde ihnen ein spendenfinanziertes Ehrenmal auf dem Kirchhof errichtet. Ab 1926 hatte der Ort elektrischen Strom. 1936 musste Kleinwelsbach eine Maikäferplage ertragen. Am 2. November 1944 bombardierten alliierte Flugzeuge die Kleinbahn in der Nähe des Ortes. Es gab Tote (davon 3 aus Kleinwelsbach) und Schwerverletzte. Gegen Kriegsende und danach hatte auch Kleinwelsbach viele Heimatvertriebene aus den Ostgebieten aufzunehmen. Dadurch verzeichnete es 1948 293 Einwohner, gegenüber 186 vor dem Zweiten Weltkrieg. In diesem Krieg verlor das Dorf sieben gefallene und vermisste Soldaten.
Kleinwelsbach wurde um den 8. April 1945 von US-Truppen besetzt und Anfang Juli an die Rote Armee weitergegeben. Damit wurde es Teil der SBZ und ab 1949 der DDR. 1953 wurde im Rahmen der Zwangskollektivierung die LPG „Vereinte Kraft“ und 1960 die LPG „Am Welsbacher Grund“ gegründet. In den 1950er und 1960er Jahren gab es große Kartoffelkäferplagen. Kleinwelsbach litt sehr häufig unter Hochwasser und Hagel-Unwettern. Ab 1959/60 erfolgte die Erschließung benachbarter Quellen für die Trinkwasserversorgung von acht umliegenden Dörfern, von Kleinwelsbach selbst ab 1974. 1969 wurde die Kleinbahnstation geschlossen, der frühere Bahndamm wurde zur Panzerstraße der NVA. 1986 wurde der Kirchturm geschiefert, 2001 erfolgte seine Generalreparatur. 1998 wurde ein neues Feuerwehrhaus gebaut.
Am 31. Dezember 2019 schloss sich die Gemeinde Kleinwelsbach mit weiteren Gemeinden zur Stadt und Landgemeinde Nottertal-Heilinger Höhen zusammen. Die Gemeinden waren zuvor in der Verwaltungsgemeinschaft Schlotheim zusammengeschlossen, die gleichzeitig aufgelöst wurde.

## Politik

### Ehemaliger Gemeinderat
Der Gemeinderat von Kleinwelsbach bestand aus 6 Gemeinderatsmitgliedern der Wählergruppe Wählergemeinschaft Kleinwelsbach und dem Bürgermeister.
(Stand: Kommunalwahl am 26. Mai 2019)

### Ehemaliger Bürgermeister
Gerald Dengler war seit dem 27. September 2015 ehrenamtlicher Bürgermeister.